# Wdrukowanie

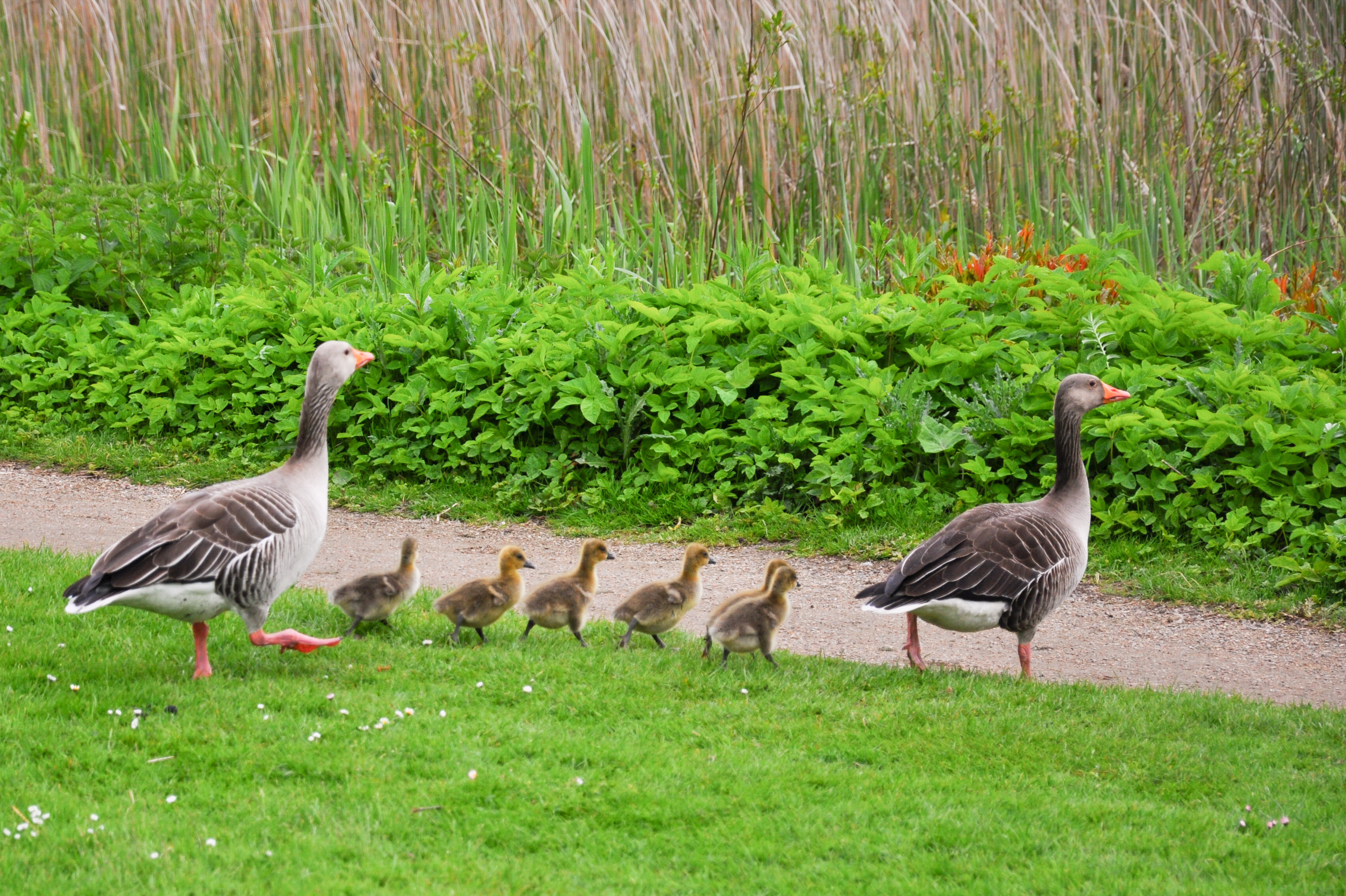
Rodzina gęsi

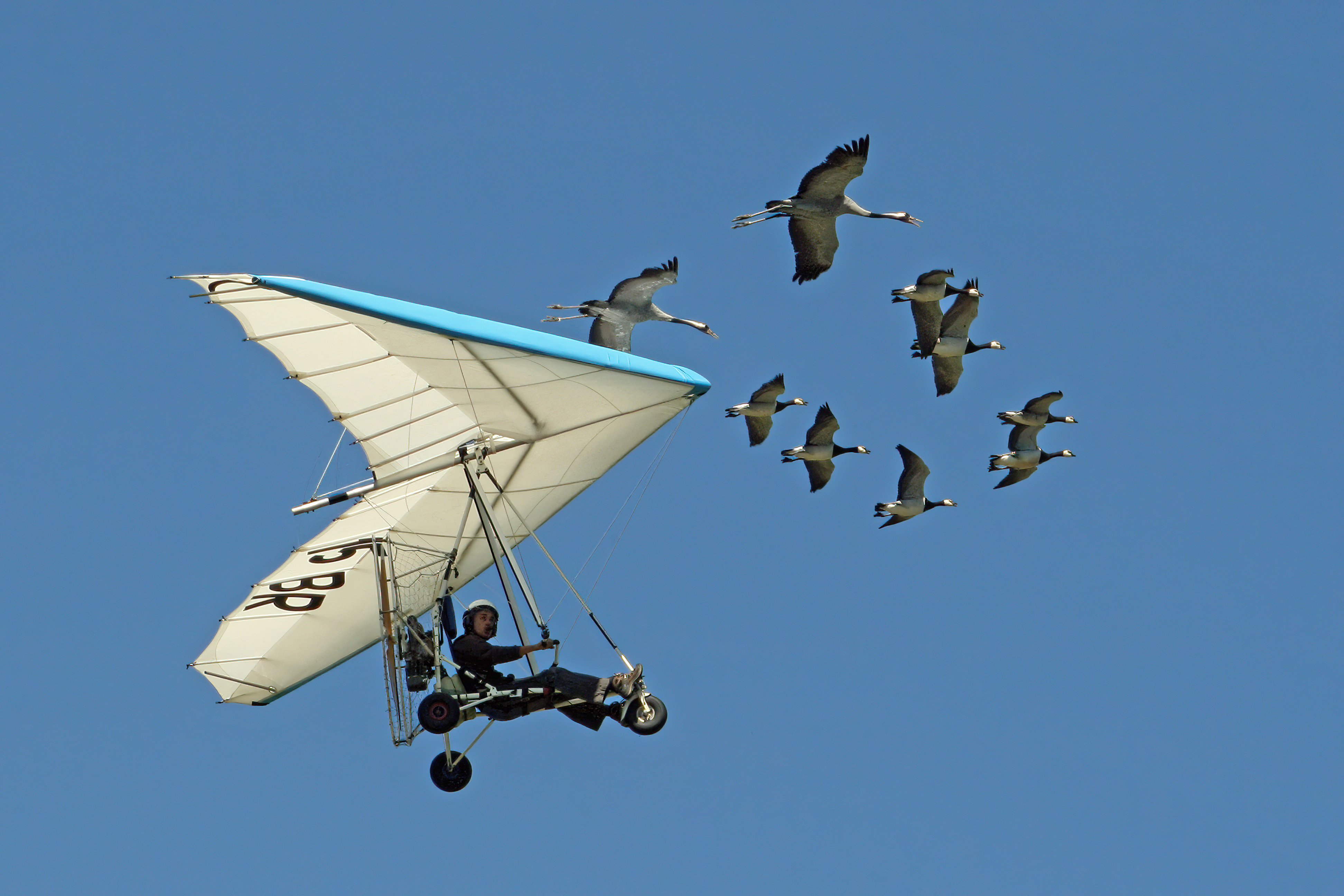
Człowiek – przewodnik. Wychowanym przez człowieka pisklętom należy pokazać, że mają odlecieć na zimę

Wdrukowanie (ang. imprinting), po polsku również naznaczenie lub wpojenie – obserwowane u młodych organizmów, występujące w ściśle określonym momencie rozwoju osobniczego (tzw. okres krytyczny, czasami trwający ledwie kilka godzin) utrwalenie się (praktycznie niepodlegające modyfikacji) wzorca swojego rodzica, rodzeństwa oraz typowych dla gatunku zachowań. 
U pewnych gatunków, w okresie krytycznym, każdy poruszający się przedmiot (np. samochodzik ciągnięty na sznurku) lub organizm (lecz o cechach innych niż wrodzony wzorzec drapieżnika) zostanie uznany za matkę i utożsamiony. Jest to odpowiednik tego co u ludzi nazwalibyśmy samoświadomością. 
Podążanie świeżo wyklutych gęsi za człowiekiem zauważyli i po raz pierwszy opisali Douglas Spalding (1872 r.) oraz znany badacz ptaków Oskar Heinroth (1910 r.), który zjawisko nazwał reakcją piętna. Pojęcie imprintingu jest jednak kojarzone głównie z profesorem Konradem Lorenzem, który poświęcił wiele czasu obserwacji zachowań zwierząt i tematykę etologiczną szeroko spopularyzował w swoich książkach. Jego zainteresowanie etologią, zaczęło się od obserwacji gęsich sierot i przejawów imprintingu u tych ptaków. Później okazało się, że wdrukowanie jest zjawiskiem dość typowym dla wszystkich zagniazdowników oraz ssaków, zaraz po urodzeniu podążających za matką (zwłaszcza stadnych, takich jak owca, jeleń).
Jest to szczególny przykład uczenia się (warunkowania). Wdrukowaniem jest również więź matka-dziecko oraz partner-partnerka. u wielu gatunków utrzymująca się przez całe życie. W okresie dojrzewania, w dużym stopniu wdrukowaniu podlegają osobnicze preferencje seksualne. U wielu organizmów, w tym także u człowieka, podobne zjawiska również zachodzą, lecz są bardziej rozciągnięte w czasie i nie mają tak ostro zaznaczonego okresu krytycznego. Dlatego zwykle nie nazywamy ich wdrukowaniem. 
Sens wdrukowania jest oczywisty. Młode pisklę musi wiedzieć kto jest jego opiekunem, za nim podążać i tak samo się zachowywać. W razie rozdzielenia, np. podczas ucieczki, powinno się zbliżyć do innego, podobnego osobnika, który się nim zaopiekuje. Jeśli po rozdzieleniu będzie w stanie się samo wyżywić, musi wiedzieć jak ma wyglądać jego przyszły partner. Para rodziców, zwłaszcza w trudnych warunkach, ma większe szanse wychować potomstwo.
Mechanizm tego zjawiska można wyjaśnić na gruncie „Integracyjnej działalności mózgu„ Jerzego Konorskiego. Młody organizm pozostaje w stanie permanentnego pobudzenia eksploracyjnego a obiekt ruchomy (matka) wywołuje odruch orientacyjny (skupia uwagę). Zmysły młodego organizmu analizują i rejestrują w pamięci najważniejsze cechy obserwowanego obiektu. Bodźce przez włókna nerwowe aferentne i ośrodki recepcyjne są filtrowane i analizowane dochodząc do pól percepcyjnych (gnostycznych). Nowe bodźce w „pustym gnostycznie mózgu” zajmują znaczne obszary. Wzorzec rodzica utrwala się szybko i w wielu ośrodkach gnostycznych mózgu, reprezentujących różne właściwości (to tłumaczy dlaczego jest taki trwały) jako tak zwana jednostka gnostyczna. Pozwala to zwierzęciu na szybkie rozpoznawanie rodziców. Następuje przywykanie (habituacja, nazywana przez Konorskiego „immunizacją jednostki gnostycznej”) do bodźca (wzorca), co zapobiega dalszym wyodrębnieniom (analizom) i przeciwdziała różnicowaniu (dyskryminowaniu), co nie znaczy, że w miarę doskonalenia swoich zmysłów zwierzę nie zauważa nowych elementów wzorca. W przypadku wdrukowania o podłożu prokreacyjnym, szczególną rolę odgrywają hormony uaktywniające odpowiednie okolice mózgu, zmieniające zachowanie, często też ubarwienie.